# Sekhemkarê
Sekhemkarê (ou Ânkhkarê) est un souverain égyptien présumé de la VIIIe dynastie,.
Son nom est inscrit dans une lettre écrite en hiératique sur un papyrus découvert à Éléphantine et conservé aujourd'hui à Berlin (Papyrus Berlin 10 523). Si la lecture Ânkhkarê est possible, le signe ânkh écrit immédiatement à droite du cartouche est différent du signe présent dans le cartouche du roi, ce qui rend préférable la lecture Sekhemkarê.